# Championnat du Kazakhstan de football 1995
Navigation
Saison précédente Saison suivante
La saison 1995 du championnat du Kazakhstan de football était la 4e édition de la première division kazakhe, la Top Division. Les dix-sept meilleures équipes du pays sont regroupées au sein d'une poule unique, où tous les clubs s'affrontent en matchs aller et retour. À la fin du championnat, afin de permettre le passage de la première division de 16 à 19 clubs, il n'y a pas de relégué et les quatre meilleurs clubs de Perveja Liga sont promus parmi l'élite.
C'est le FC Yelimay Semipalatinsk, tenant du trophée, qui remporte à nouveau la compétition cette saison en terminant en tête du classement final, avec 5 points d'avance sur le  FK Taraz et 7 sur le FC Shakhtyor Karagandy. C'est le 2e titre de champion du Kazakhstan de l'histoire du Yelimay, qui réussit même le doublé Coupe-championnat en battant le FC Ordabasy Chymkent en finale de la Coupe du Kazakhstan.

## Les 16 clubs participants
| - FC Kairat Almaty - FK Taraz - FC Tsesna Akmolinsk - FC Zhiger Shymkent - FC Gornyak Khromtau - FC Tobol Koustanaï - FC Aktyubinets Aktobe - FC Taldykorgan - Promu de Perveja Liga | - FC Batyr Ekibastuz - FC Shakhtyor Karagandy - FC Ansat Pavlodar - FC Ordabasy Chymkent - FC Vostok - FC Yelimay Semipalatinsk - FC Bulat Temirtau - FC Munaishy - Promu de Pervaja Liga |

## Compétition
Le barème de points servant à établir les classements se décompose ainsi :
- Victoire : 3 points
- Match nul : 1 point
- Défaite : 0 point

### Classement
| Rang | Équipe                           | Pts | J  | G  | N | P  | Bp | Bc  | Diff |
| ---- | -------------------------------- | --- | -- | -- | - | -- | -- | --- | ---- |
| 1    | FC Yelimay Semipalatinsk (T) (C) | 67  | 30 | 21 | 4 | 5  | 68 | 23  | +45  |
| 2    | FK Taraz                         | 62  | 30 | 20 | 2 | 8  | 61 | 34  | +27  |
| 3    | FC Shakhtyor Karagandy           | 60  | 30 | 18 | 6 | 6  | 43 | 24  | +19  |
| 4    | FC Zhiger Shymkent               | 52  | 30 | 16 | 4 | 10 | 59 | 34  | +25  |
| 5    | FC Gornyak Khromtau              | 50  | 30 | 14 | 8 | 8  | 49 | 27  | +22  |
| 6    | FC Taldykorgan (P)               | 45  | 30 | 13 | 6 | 11 | 33 | 32  | +1   |
| 7    | FC Ansat Pavlodar                | 45  | 30 | 12 | 9 | 9  | 38 | 28  | +10  |
| 8    | FC Vostok                        | 42  | 30 | 13 | 3 | 14 | 40 | 41  | -1   |
| 9    | FC Kairat Almaty                 | 41  | 30 | 13 | 2 | 15 | 37 | 35  | +2   |
| 10   | FC Tsesna Akmolinsk              | 39  | 30 | 11 | 6 | 13 | 36 | 42  | -6   |
| 11   | FC Batyr Ekibastuz               | 37  | 30 | 10 | 7 | 13 | 22 | 32  | -10  |
| 12   | FC Tobol Koustanaï               | 36  | 30 | 10 | 6 | 14 | 30 | 37  | -7   |
| 13   | FC Ordabasy Chymkent             | 32  | 30 | 8  | 8 | 14 | 28 | 33  | -5   |
| 14   | FC Aktyubinets Aktobe            | 32  | 30 | 9  | 5 | 16 | 26 | 45  | -19  |
| 15   | FC Bulat Temirtau                | 29  | 30 | 8  | 5 | 17 | 34 | 45  | -11  |
| 16   | FC Munaishy (P)                  | 8   | 30 | 1  | 5 | 24 | 15 | 107 | -92  |

|  | Qualification pour la Coupe d'Asie des clubs champions 1996-1997                      |
|  | Qualification pour la Coupe des Coupes 1996-1997                                      |
|  | (T) Tenant du titre (C) Vainqueur de la Coupe du Kazakhstan (P) Promu de Perveja Liga |

## Bilan de la saison
| Championnat du Kazakhstan de football 1995              |                                     |
| Champion                                                | FC Yelimay Semipalatinsk (2e titre) |
| Coupes et trophées                                      |                                     |
| Vainqueur de la Coupe du Kazakhstan 1995                | FC Yelimay Semipalatinsk            |
| Qualifications continentales                            |                                     |
| Coupe d'Asie des clubs champions 1996-1997 Premier tour | FC Yelimay Semipalatinsk            |
| Coupe des Coupes 1996-1997 Premier tour                 | FC Ordabasy Chymkent                |
| Promotions et relégations                               |                                     |
| Promus en Top Division                                  | FC Kaysar Kyzyl-Orda                |
| Promus en Top Division                                  | FC Yenbek                           |
| Promus en Top Division                                  | FC Okjetpes Kokchetaou              |
| Relégués en Perveja Liga                                | Aucun (passage de 16 à 19 clubs)    |